# Unchained Melody
"Unchained Melody" là một bài hát phổ thông do Alex North phổ nhạc dựa trên lời của Hy Zaret. Đây là một trong những bài hát ghi âm nhiều nhất trong thế kỷ 20 với 500 phiên bản bằng hàng trăm thứ tiếng.
Năm 1955, North đã sử dụng bài này làm nhạc nền cho bộ phim Unchained. Todd Duncan, một người có giọng nam trung đã biểu diễn bài này trong bộ phim này. Les Baxter (Capitol Records số catalog 3055), đã phát hành một phiên bản trình diễn bằng nhạc khí và đã giành được vị trí số 2. Al Hibbler thực hiện tiếp theo sau (số catalog Decca Records 29441, với một phiên bản thanh nhạc và đã đạt vị trí số 3 trên bảng xếp hạng của Billboard charts). Sau đó Jimmy Young cũng thực hiện bản thu âm bài này và đã đạt vị trí số một trong bảng xếp hạng tại Anh quốc. Bản của Roy Hamilton (số catalog Epic Records 9102) giành vị trí số 6 còn bản của June Valli (số catalog RCA Victor Records số 20-6078) xếp thứ 29. Gene Vincent đã thu âm bài này trong album thứ hai của mình vào năm 1956.